# Evangelický kostel Jana Křtitele (Bílsko-Bělá)
Evangelický kostel Jana Křtitele v Starém Bílsku (pol. Kościół ewangelicki pw. Jana Chrzciciela w Starym Bielsku ) je nejmladším z luterských tolerančních kostelů na Těšínsku.
Stavba původní evangelické modlitebny v Starém Bílsku (čtvrť Bílska-Bělé) byla povolena roku 1817 a téhož roku 20. července bylo posvěceno místo pro budoucí modlitebnu (jednalo se o místo, kde kdysi stávalo slovanské hradisko). Stavba modlitebny probíhala v letech 1818-1827. Kostel byl posvěcen 24. června 1827 superintendentem Ondřejem Paulinim. Po roce 1848 byl kostel zvýšen o jedno patro a byla k němu přistavěna věž, která byla posvěcena roku 1852. Roku 1867 byl kostel opět přestavěn, zejména byla na druhém kůru vybourána okna. Během druhé světové války byl kostel poškozen dělostřelectvem. Po válce byl kostel několikrát opravován.
Roku 2017 byla na zdi kostela odhalena pamětní deska Jiřímu Třanovskému.

## Galerie

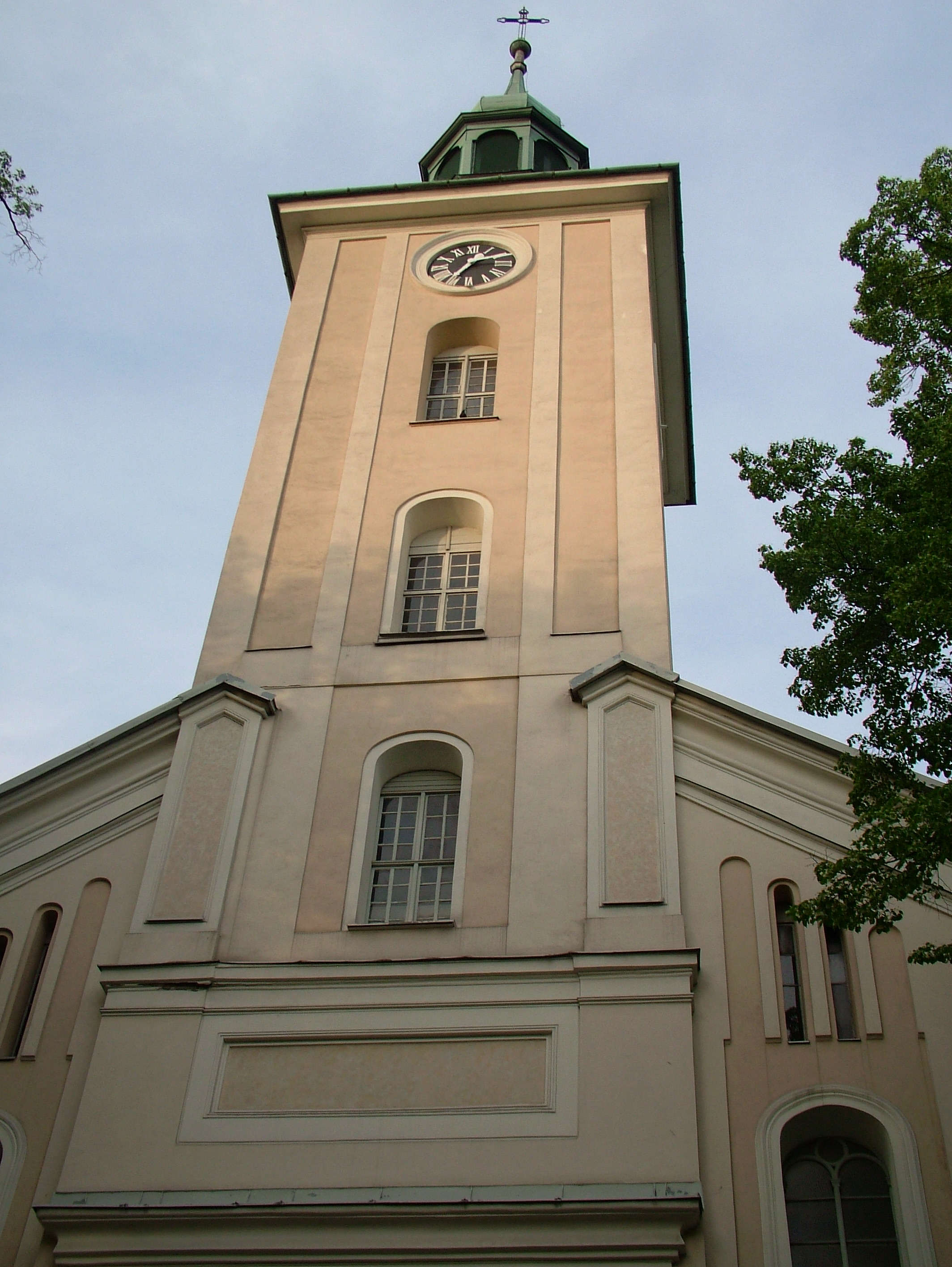
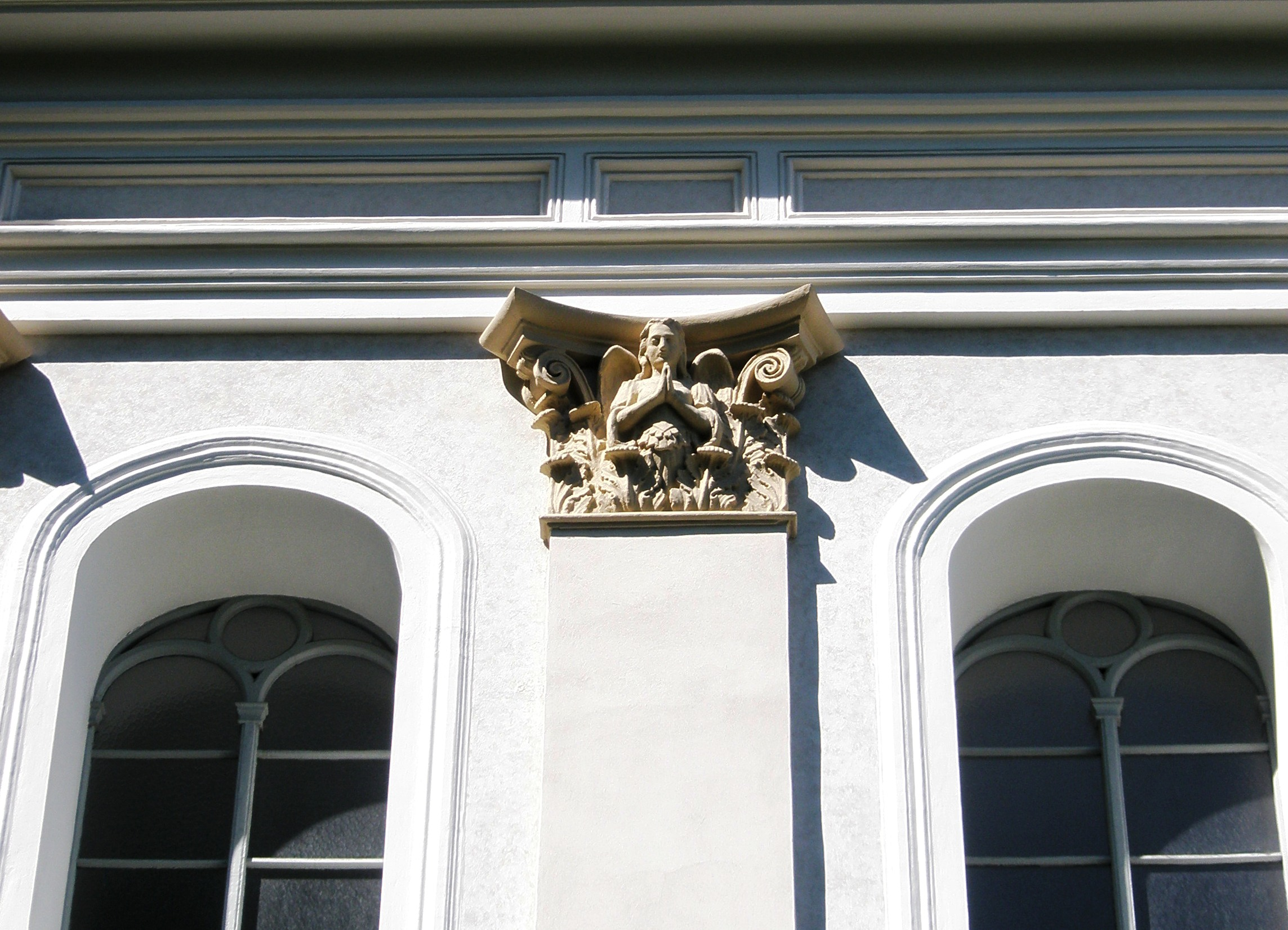
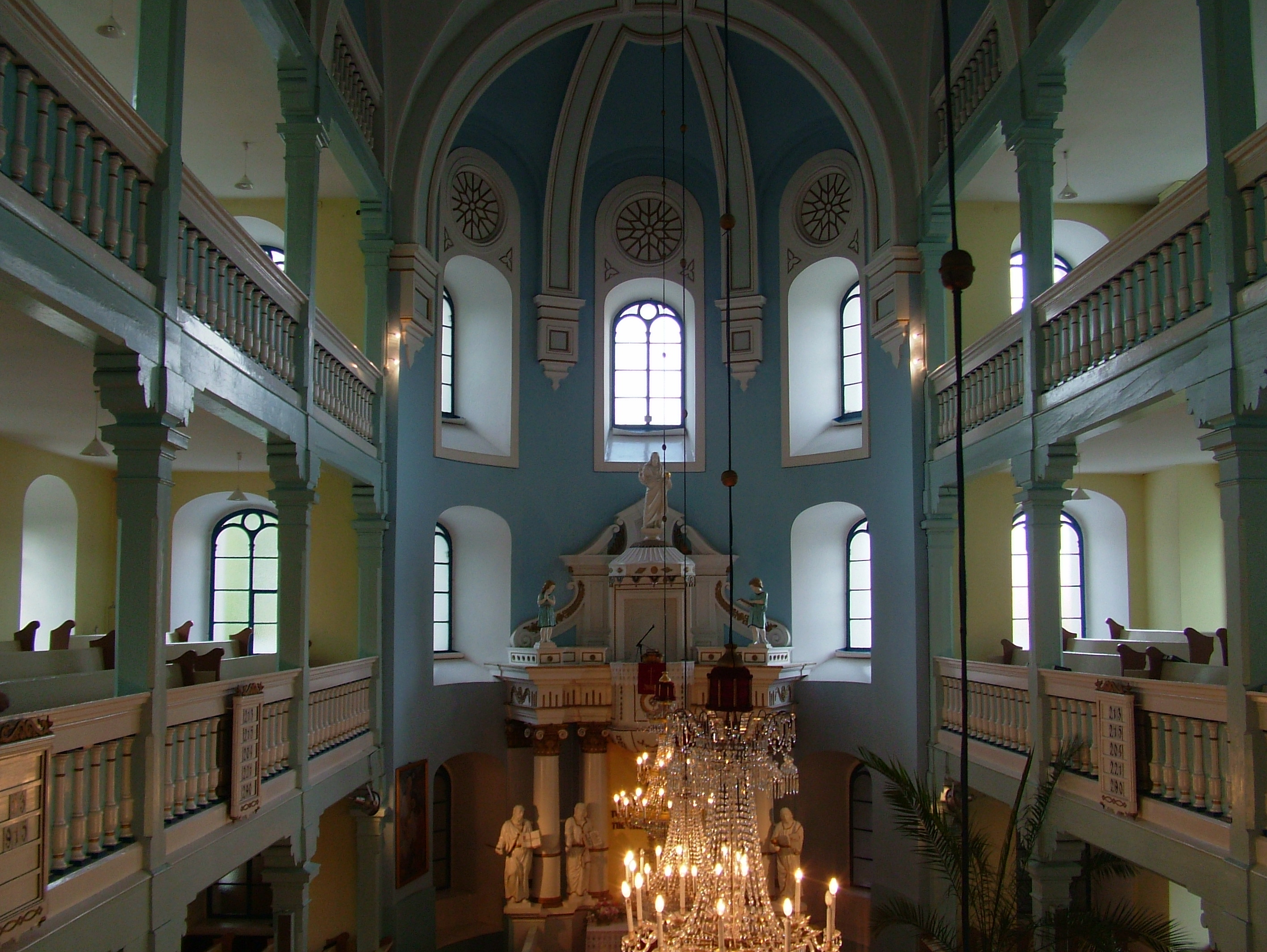
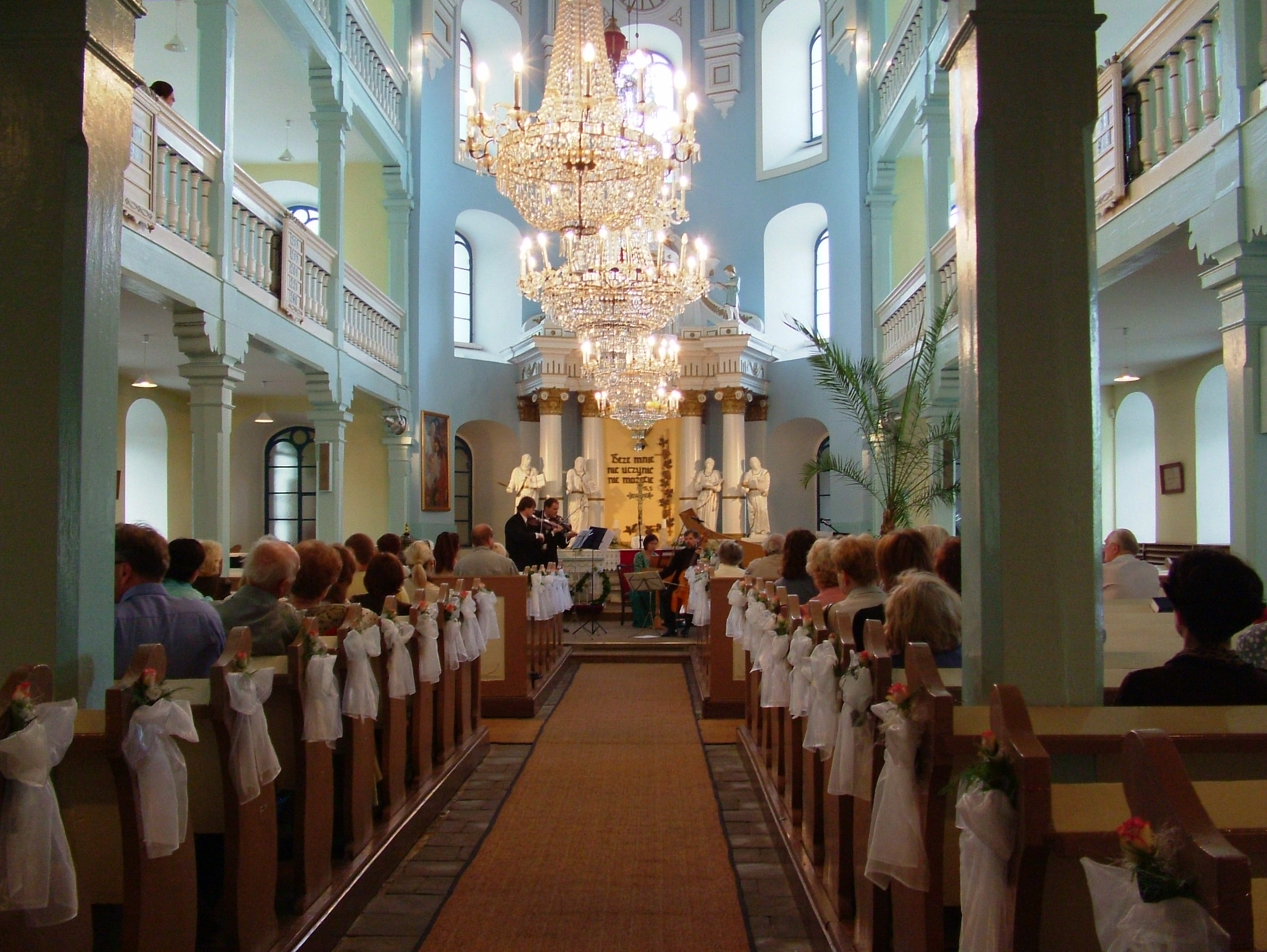
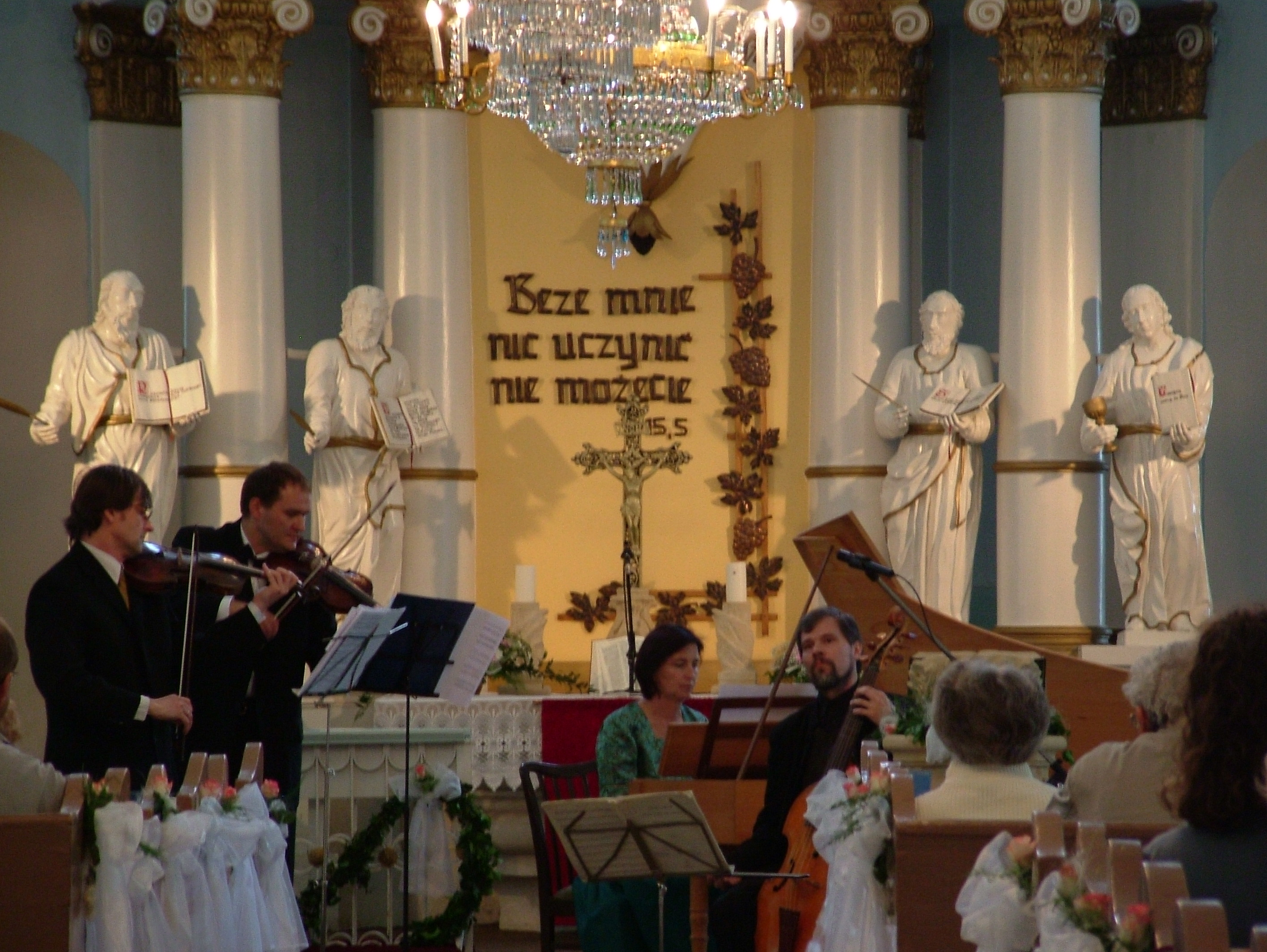
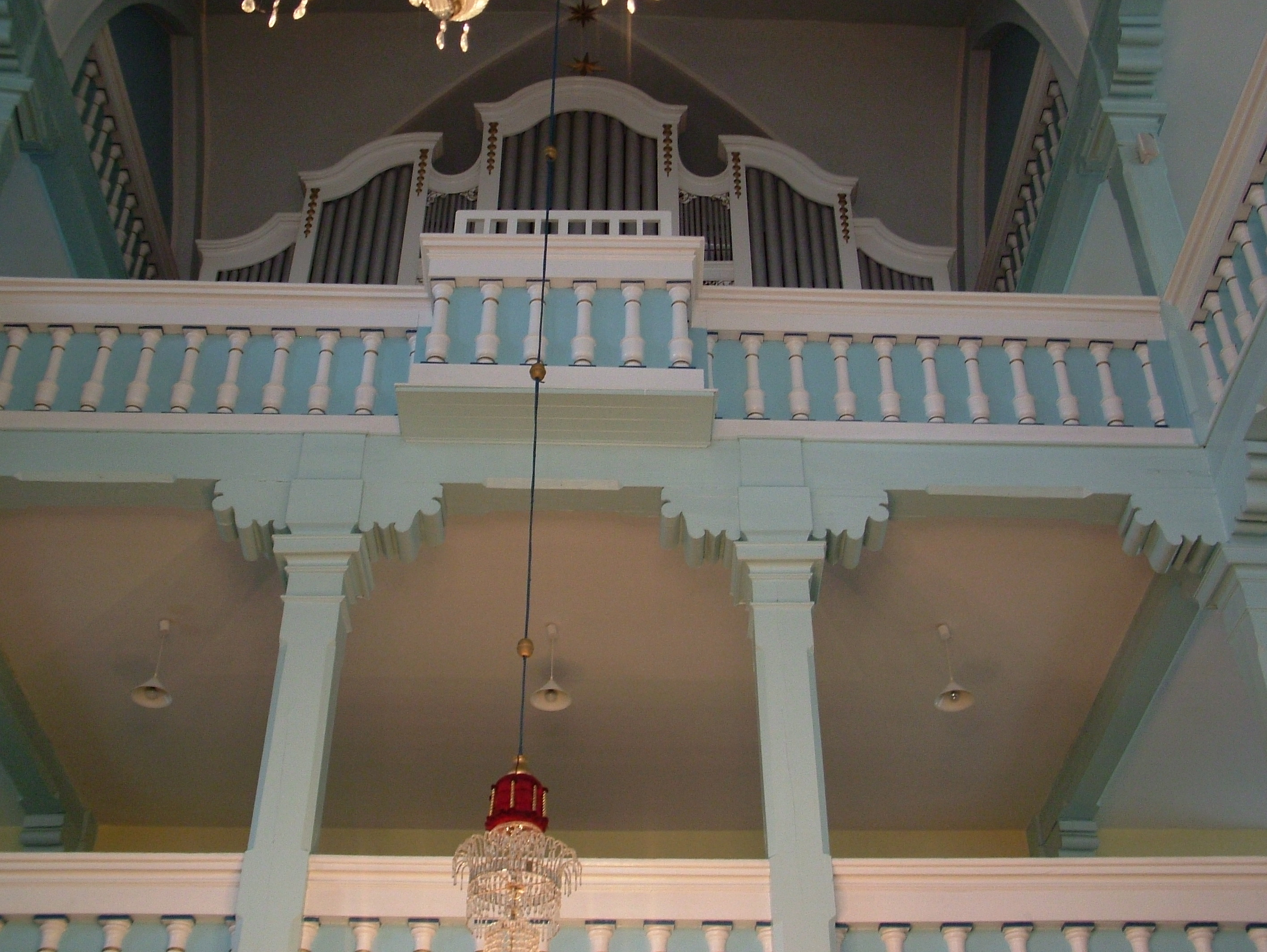
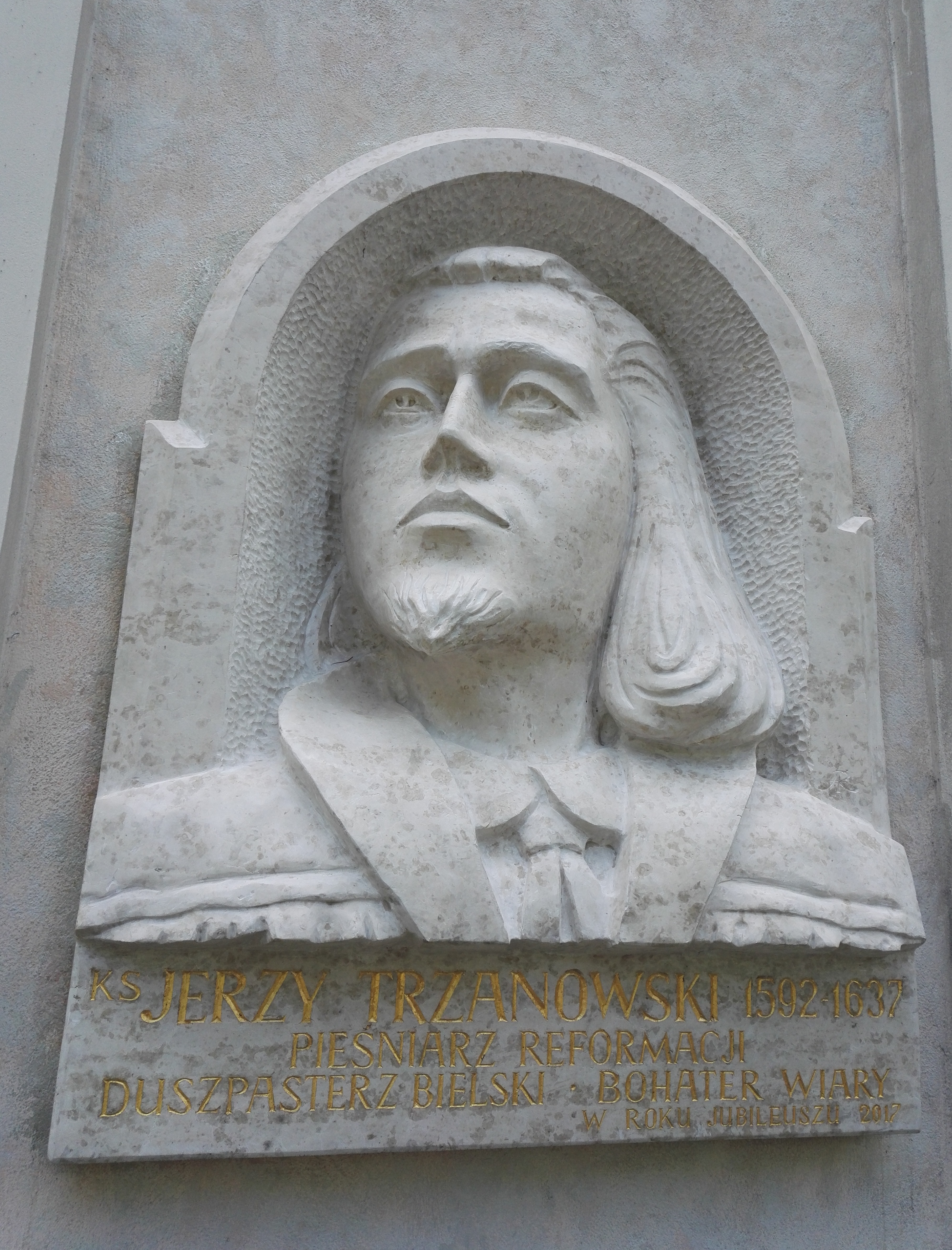